# Lignages d’Outre-Mer
Die Lignages d’Outre-Mer beschreiben die Stammbäume der wichtigsten Kreuzfahrer-Familien. Eine erste Fassung wurde um 1270 verfasst und ist in zwei Manuskripten des 14. Jahrhunderts überliefert, eine Fortsetzung entstand 1307/08, eine weitere in italienischer Sprache 1398 (Notizie sopra i Re di Gerusalemme e di Cipro e loro parentela etc.). Es wurde von Pierre de Flory (Piero de Fiorin), dem Vicomte von Nikosia, der vielleicht auch aus Antiochia stammte, und Simon von Jerusalem, wahrscheinlich auf Zypern verfasst.

## Handschriften
Handschriften befinden sich in:
- Bibliothèque nationale de France, Paris (mehrere Handschriften)
- Bayerische Staatsbibliothek, München (Codex Gallicanus 771)
- Biblioteca Apostolica Vaticana (Codex vaticanus latinus 4789 und Codex vaticanus latinus 7806 A)
- Biblioteca Nazionale Marciana, Venedig (app. 20265)